# 湖南市立石部南小学校
湖南市立石部南小学校（こなんしりつ いしべみなみしょうがっこう）は、滋賀県湖南市丸山1丁目にある市立の小学校。

## 所在地
- 滋賀県湖南市丸山1丁目1−1

## 概要
石部小学校の児童・学級増に伴い分離・新設された。

## 沿革
- 1980年（昭和55年）4月 - 石部町立石部南小学校を設立[1]。
- 2004年（平成16年）10月1日 - 石部町と甲西町が合併し、湖南市発足により湖南市立石部南小学校と改称。

## 通学区域
石部、宮の森一から二丁目、宝来坂一から四丁目、石部南一から八丁目、石部が丘一から二丁目、丸山一から四丁目、東寺一から五丁目、西寺一から七丁目、雨山一から二丁目

## 主な進学先
- 湖南市立石部中学校